# Svetovno prvenstvo v veslanju 2011
Svetovno prvenstvo v veslanju 2011 je 40. Svetovno prvenstvo v veslanju, ki se je četrtič odvijalo na blejskem jezeru pod okriljem Svetovne veslaške zveze. Tekmovanje je potekalo med 28. avgustom in 4. septembrom 2011 v sedemindvajsetih disciplinah.

## Dobitniki medalj

### Moški
| Disciplina: | Zlato: | Čas     | Srebro: | Čas     | Bron: | Čas     |
| M1x         | Nova Zelandija Mahé Drysdale | 6:39.56 | Češka Ondřej Synek | 6:40.05 | Združeno kraljestvo · Alan Campbell | 6:44.86 |
| M2x         | Nova Zelandija Nathan Cohen Joseph Sullivan | 6:10.76 | Nemčija · Hans Gruhne · Stephan Krüger | 6:10.82 | Francija · Cédric Berrest · Julien Bahain | 6:14.31 |
| M4x         | Avstralija · Chris Morgan · James McRae · Karsten Forsterling · Daniel Noonan                                                                                       | 5:39.31 | Nemčija · Karl Schulze · Philipp Wende · Lauritz Schoof · Tim Grohmann | 5:39.56 | Hrvaška · David Šain · Martin Sinković · Damir Martin · Valent Sinković                                                                                  | 5:42.82 |
| M2−         | Nova Zelandija Eric Murray Hamish Bond | 6:14.77 | Združeno kraljestvo · Pete Reed · Andrew Triggs-Hodge | 6:16.27 | Italija Niccolò Mornati Lorenzo Carboncini | 6:21.33 |
| M4−         | Združeno kraljestvo · Matthew Langridge · Richard Egington · Tom James · Alex Gregory                                                                               | 5:55.18 | Grčija Stergios Papachristos Ioannis Tsilis Georgios Tziallas Ioannis Christou                                                                                                | 5:57.20 | Avstralija · Samuel Loch · Drew Ginn · Nicholas Purnell · Joshua Dunkley-Smith                                                                           | 5:58.44 |
| M2+         | Italija Vincenzo Capelli Pierpaolo Frattini Niccolò Fanchi | 6:56.45 | Avstralija · William Lockwood · James Chapman · David Webster | 6:58.20 | Kanada · Kevin Light · Steve Van Knotsenburg · Brian Price                                                                                               | 7:00.76 |
| M8+         | Nemčija · Gregor Hauffe · Andreas Kuffner · Eric Johannesen · Maximilian Reinelt · Richard Schmidt · Lukas Müller · Florian Mennigen · Kristof Wilke · Martin Sauer | 5:28.81 | Združeno kraljestvo · Nathaniel Reilly-O'Donnell · Cameron Nichol · James Foad · Alex Partridge · Mohamed Sbihi · Gregory Searle · Tom Ransley · Daniel Ritchie · Phelan Hill | 5:30.83 | Kanada · Gabriel Bergen · Andrew Byrnes · Jeremianh Brown · Douglas Csima · Malcolm Howard · Conlin McCabe · Robert Gibson · Will Crothers · Brian Price | 5:31.18 |
| LM1x        | Danska Henrik Stephansen | 6:54.73 | Italija Pietro Ruta | 7:01.54 | Nova Zelandija Duncan Grant | 7:03.30 |
| LM2x        | Združeno kraljestvo · Zac Purchase · Mark Hunter | 6:18.67 | Nova Zelandija Storm Uru Peter Taylor | 6:19.01 | Italija Lorenzo Bertini Elia Luini | 6:21.33 |
| LM4x        | Italija Francesco Rigon Daniele Gilardoni Franco Sancassani Stefano Basalini                                                                                        | 6:00.95 | Nemčija · Michael Wieler · Stefan Wallat · Jonas Schützeberg · Ingo Voigt | 6:01.08 | Danska Steffen Jensen Martin Batenburg Christian Nielsen Hans Christian Sørensen                                                                         | 6:02.81 |
| LM2−        | Združeno kraljestvo · Peter Chambers · Kieren Emery | 6:27.30 | Italija Luca De Maria Armando Dell'Aquila | 6:28.59 | Nemčija · Bastian Seibt · Lars Wichert | 6:29.05 |
| LM4−        | Avstralija · Anthony Edwards · Samuel Beltz · Benjamin Cureton · Todd Skipworth                                                                                     | 5:55.10 | Italija Daniele Danesin Andrea Caianiello Marcello Miani Martino Goretti | 5:56.33 | Združeno kraljestvo · Richard Chambers · Chris Bartley · Paul Mattick · Rob Williams                                                                     | 5:57.33 |
| LM8+        | Avstralija · Thomas Bertrand · Ross Brown · Blair Tunevitsch · Thomas Gibson · Alister Foot · Roderick Chisholm · Nicholas Baker · Darryn Purcell · David Webster   | 5:44.57 | Italija Luigi Scala Fabrizio Gabriele Davide Riccardi Gianluca Santi Livio La Padula Catello Amarante Jiri Vlcek Giorgio Tuccinardi Gianluca Barattolo                        | 5:44.73 | Danska Lasse Dittmann Daniel Graff Anders Hansen Jens Vilhelmsen Thorbjørn Patscheider Jacob Larsen Christian Pedersen Martin Kristensen Emil Blach      | 5:46.75 |

### Ženske
| Disciplina: | Zlato: | Čas     | Srebro: | Čas     | Bron: | Čas     |
| W1x         | Češka Mirka Knapkova | 7:26.64 | Belorusija Ekaterina Karsten | 7:28.68 | Nova Zelandija Emma Twigg | 7:30.68 |
| W2x         | Združeno kraljestvo · Anna Watkins · Katherine Grainger                                                                                         | 6:44.73 | Avstralija · Kerry Hore · Kim Crow | 6:45.98 | Nova Zelandija Fiona Paterson Anna Reymer | 6:46.74 |
| W4x         | Nemčija · Julia Richter · Tina Manker · Stephanie Schiller · Britta Oppelt                                                                      | 6:18.37 | ZDA · Stesha Carle · Natalie Dell · Adrienne Martelli · Megan Kalmoe | 6:19.90 | Nova Zelandija Sarah Gray Louise Trappitt Fiona Bourke Eve MacFarlane | 6:23.33 |
| W2−         | Nova Zelandija Juliette Haigh Rebecca Scown | 6:58.16 | Združeno kraljestvo · Helen Glover · Heather Stanning | 6:58.24 | Avstralija · Sarah Tait · Kate Hornsey | 7:03.98 |
| W4−         | ZDA · Sarah Zelenka · Kara Kohler · Emily Regan · Sara Hendershot                                                                               | 6:30.30 | Avstralija · Peta White · Renee Chatterton · Pauline Frasca · Kate Hornsey                                                                                               | 6:31.18 | Nizozemska Wianka Van Dorp Olivia van Rooijen Elisabeth Hogerwerf Femke Dekker                                                                                           | 6:34.06 |
| W8+         | ZDA · Esther Lofgren · Susan Francia · Meghan Musnicki · Taylor Ritzel · Jamie Redman · Amanda Polk · Caroline Lind · Elle Logan · Mary Whipple | 6:03.65 | Kanada · Janine Hanson · Rachelle Viinberg · Natalie Mastracci · Cristy Nurse · Krista Guloien · Ashley Brzozowicz · Darcy Marquardt · Andréanne Morin · Lesley Thompson | 6:04.39 | Združeno kraljestvo · Alison Knowles · Jo Cook · Jessica Eddie · Louisa Reeve · Natasha Page · Lindsey Maguire · Katie Solesbury · Victoria Thornley · Caroline O'Connor | 6:06.03 |
| LW1x        | Brazilija Fabiana Beltrame | 7:44.58 | Švica Pamela Weisshaupt | 7:48.24 | Nemčija · Lena Müller | 7:50.44 |
| LW2x        | Grčija Christina Giazitzidou Alexandra Tsiavou                                                                                                  | 6:59.80 | Kanada · Lindsay Jennerich · Patricia Obee | 7:03.46 | Združeno kraljestvo · Hester Goodsell · Sophie Hosking | 7:04.33 |
| LW4x        | Združeno kraljestvo · Stephanie Cullen · Imogen Walsh · Kathryn Twyman · Andrea Dennis                                                          | 6:28.14 | Ljudska republika Kitajska Pan Dandan Tang Chanjuan Liu Jing Yan Xiaohua                                                                                                 | 6:30.41 | ZDA · Hillary Saeger · Nicole Dinion · Lindsey Hochman · Katherine Robinson                                                                                              | 6:33.91 |

### Invalidi
| Disciplina: | Zlato:                                                                                   | Čas     | Srebro:                                                                                             | Čas     | Bron:                                                                                          | Čas     |
| ASW1x       | Ukrajina Alla Lysenko                                                                    | 5:39.52 | Francija · Nathalie Benoit                                                                          | 5:41.39 | Izrael Moran Samuel                                                                            | 5:49.97 |
| ASM1x       | Združeno kraljestvo · Tom Aggar                                                          | 4:58.01 | Rusija · Alexey Chuvashev                                                                           | 5:00.09 | Avstralija · Erik Horrie                                                                       | 5:04.75 |
| TAMix2x     | Ljudska republika Kitajska Lou Xiaoxian Fei Tianming                                     | 4:01.81 | Francija · Perle Bouge · Stephane Tardieu                                                           | 4:02.98 | Avstralija · John MacLean · Kathryn Ross                                                       | 4:05.13 |
| IDMix4+     | Hongkong Wang Sin Liu King Shan Lam Tung Chun Szeto Kwok Man Tsui Tsz Wai Chan           | 3:51.08 | Nemčija · Clara von der Gruen · Paula Hamann · Fabian Neitzel · Maximilian Kunze · Florian Schaefer | 4:01.12 | Italija Giorgia Indelicato Elisabetta Tieghi Luca Varesano Francesco Borsani Federico Zoppi    | 4:01.41 |
| LTAMix4+    | Združeno kraljestvo Pamela Relph Naomi Riches David Smith James Roe Lily Van Den Broecke | 3:27.10 | Kanada · Anthony Theriault · David Blair · Victoria Nolan · Meghan Montgomery · Laura Comeau        | 3:31.84 | Nemčija · Anke Molkenthin · Christiane Quirin · Martin Lossau · Michael Schulz · Katrin Splitt | 3:33.27 |

## Medalje po državah

### Moški in ženske
| Mesto  | Država                     |    |    |    | Skupaj |
| ------ | -------------------------- | -- | -- | -- | ------ |
| 1      | Združeno kraljestvo        | 5  | 3  | 4  | 12     |
| 2      | Nova Zelandija             | 4  | 1  | 4  | 9      |
| 3      | Avstralija                 | 3  | 3  | 2  | 8      |
| 4      | Italija                    | 2  | 4  | 2  | 8      |
| 5      | Nemčija                    | 2  | 3  | 2  | 7      |
| 6      | ZDA                        | 2  | 1  | 1  | 4      |
| 7      | Češka                      | 1  | 1  | 0  | 2      |
| 7      | Grčija                     | 1  | 1  | 0  | 2      |
| 9      | Danska                     | 1  | 0  | 2  | 3      |
| 10     | Brazilija                  | 1  | 0  | 0  | 1      |
| 11     | Kanada                     | 0  | 2  | 2  | 4      |
| 12     | Belorusija                 | 0  | 1  | 0  | 1      |
| 12     | Ljudska republika Kitajska | 0  | 1  | 0  | 1      |
| 12     | Švica                      | 0  | 1  | 0  | 1      |
| 15     | Hrvaška                    | 0  | 0  | 1  | 1      |
| 15     | Francija                   | 0  | 0  | 1  | 1      |
| 15     | Nizozemska                 | 0  | 0  | 1  | 1      |
| Skupaj | Skupaj                     | 22 | 22 | 22 | 66     |

### Invalidi
| Mesto  | Država                     |   |   |   | Skupaj |
| ------ | -------------------------- | - | - | - | ------ |
| 1      | Združeno kraljestvo        | 2 | 0 | 0 | 2      |
| 2      | Ljudska republika Kitajska | 1 | 0 | 0 | 1      |
| 2      | Hongkong                   | 1 | 0 | 0 | 1      |
| 2      | Ukrajina                   | 1 | 0 | 0 | 1      |
| 5      | Francija                   | 0 | 2 | 0 | 2      |
| 6      | Nemčija                    | 0 | 1 | 1 | 2      |
| 7      | Kanada                     | 0 | 1 | 0 | 1      |
| 7      | Rusija                     | 0 | 1 | 0 | 1      |
| 9      | Avstralija                 | 0 | 0 | 2 | 2      |
| 10     | Izrael                     | 0 | 0 | 1 | 1      |
| 10     | Italija                    | 0 | 0 | 1 | 1      |
| Skupaj | Skupaj                     | 5 | 5 | 5 | 15     |